# Großer Zschirnstein
Großer Zschirnstein v Saském Švýcarsku je s nadmořskou výškou 560,3 m nejvyšším vrcholem německé části Děčínské vrchoviny (německy Elbsandsteingebirge) a Saského Švýcarska. Stolová hora se nachází na území obce Reinhardtsdorf-Schöna v zemském okrese Saské Švýcarsko-Východní Krušné hory. Název patrně pochází ze slovanského označení pro černou barvu. Spolu se sousední horou Kleiner Zschirnstein (473 m) tvoří skupinu stolových hor nazývanou Zschirnsteine.

## Přírodní poměry
Großer Zschirnstein se nachází na jihozápadě německé části Děčínské vrchoviny. Vrchol leží 2,5 km jihojihovýchodně od Kleingießhübelu, 4,4 km jihojihozápadně od Reinhardtsdorfu a 4 km jihozápadně od Schöny. Všechny tři vesnice jsou místními částmi obce Reinhardtsdorf-Schöna. Jihovýchodním směrem 700 m od vrcholu prochází česko-německá státní hranice a ve vzdálenosti 3,1 km leží Dolní Žleb.
Jihovýchodně od vrchu pramení Gelobtbach (Klopotský potok), východoseverně tekoucí levý přítok Labe, který tvoří státní hranici. Severovýchodně pramení Mühlgrundbach tekoucí severovýchodním směrem do Labe. Jihozápadně od vrchu se nachází pramen Gliedenbachu, který ústí do Krippenbachu (na českém území Napajedla). Na západním svahu v oblasti přechodu obou Zschirnsteinů pramení Hertelsgrundbach a na východním svahu leží nejvyšší pramen Prölitzschbachu, přičemž oba potoky ústí do Krippenbachu.
Podle německého geomorfologického členění patří Großer Zschirnstein ke skupině hlavních jednotek Sächsisch-Böhmisches Kreidesandsteingebiet (Sasko-česká oblast křídových pískovců, číslo 43) a jí podřízené jednotce Sächsische Schweiz (Saské Švýcarsko, číslo 430). Stolová hora je tvořena převážně pískovcem. Na vrcholové plošině se nachází třetihorní průnik tefritu, který se zde v malém lomu těžil na štěrk. V nejvyšších partiích jsou v pískovci patrné tvary zvětrávání, jako například okrouhlé prohlubně nazývané Rabenband.
Hora leží na území Chráněné krajinné oblasti Saské Švýcarsko, evropsky významné lokality Tafelberge und Felsreviere der linkselbischen Sächsischen Schweiz a ptačí oblasti Linkselbische Fels- und Waldgebiete.

## Nagelův sloupek
Na jižním vrcholu vedle výhledu byl roku 1865 vztyčen triangulační sloupek prvního řádu Královské saské triangulace. Pojmenován je po Augustu Nagelovi (1821–1903), saském geodetovi a autorovi obou saských triangulací 19. století. Sloupek se kolem roku 1900 ztratil, roku 2011 však byla vztyčena jeho kopie. Další triangulační body v okolí se nachází na Raumbergu, Liliensteinu, Cottaer Spitzbergu a Děčínském Sněžníku.

## Havárie letadla
Večer 14. února 2010 spadlo letadlo typu Cessna Citation 550 na strmý jihovýchodní svah Großer Zschirnsteinu. Letadlo patřilo české dopravní společnosti Time Air a bylo na cestě z Prahy do švédského Karlstadu. Oba piloti havárii nepřežili. Za příčinu havárie byl označen nepovolený akrobatický manévr.

## Turistika
Na jižním konci vrchu se nachází dva vrcholy určené k horolezectví: Großer a Kleiner Zschirnsteinturm. Tamtéž se nachází horolezecká cesta Südwand (IV), která končí přímo na vrcholu. Tato cesta má jednu ze tří výjimek z horolezeckých předpisů Saského Švýcarska, podle kterých je všeobecně horolezectví zakázáno.

## Výhled

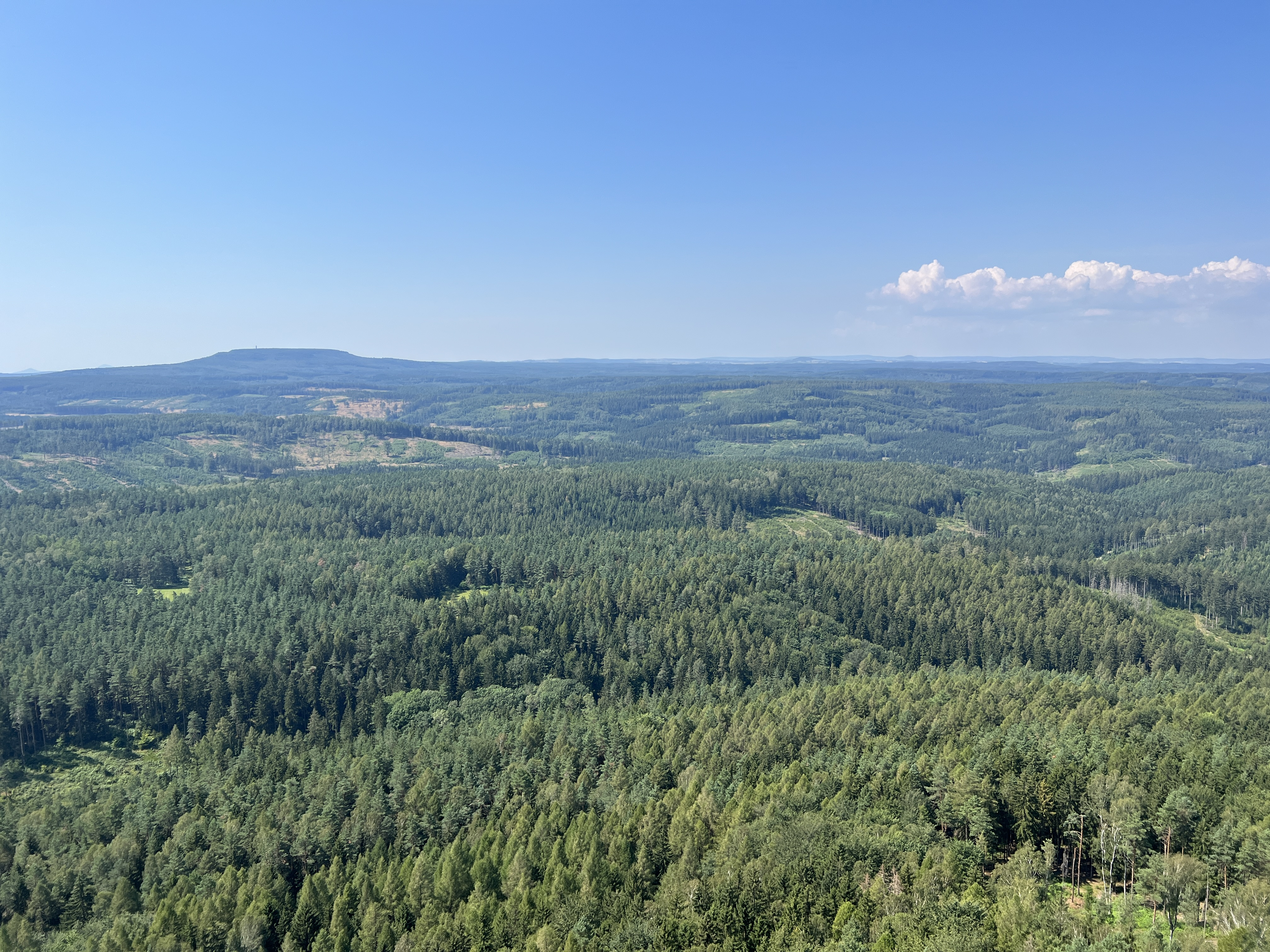
Výhled

Großer Zschirnstein umožňuje od severovýchodu přes jih k severozápadu výhled především na následující kopce, skalní útvary a sídla: Falkenstein, Schrammsteine, Tanečnice, Großer Winterberg, Zirkelstein, Kottmar, Pravčická brána, Mezní Louka, Vlčí hora, Jedlová, Pěnkavčí vrch, Studenec, Zlatý vrch, Růžovský vrch, Ještěd, Klíč, Bezděz, Buková hora, Lovoš, Kletečná, Milešovka, Děčínský Sněžník, Drážďany.